# Kevin Lee
Kevin Jesse Lee Jr. (Detroit, 4 de setembro de 1992) é um ex-lutador estadunidense de artes marciais mistas, que competia no peso-leve do Ultimate Fighting Championship.

## Carreira no MMA

### Começo da carreira
Lee se tornou profissional em Março de 2012. Ele venceu as primeiras sete lutas antes de assinar com o UFC, quatro das vitórias por finalização.

### Ultimate Fighting Championship
Lee assinou com o UFC em Dezembro de 2013.
Lee fez sua estréia promocional no UFC 169 contra Al Iaquinta. Ele sofreu sua primeira derrota por decisão unânime.
No The Ultimate Fighter 19 Finale em 6 de Julho de 2014, Lee conseguiu sua primeira vitória na organização quando derrotou Jesse Ronson por decisão dividida.
Lee enfrentou Jon Tuck em 27 de Setembro de 2014 no UFC 178. Ele venceu a luta por decisão unânime. Tuck perdeu um ponto por um chute na região genital no segundo round.
Lee enfrentou Michel Prazeres em 14 de Fevereiro de 2015 no UFC Fight Night: Henderson vs. Thatch. Ele venceu a luta por decisão unânime.
Ele enfrentou James Moontasri em 15 de Julho de 2015 no UFC Fight Night: Mir vs. Duffee e o venceu por finalização no primeiro round.
Lee enfrentou Leonardo Santos em 12 de Dezembro de 2015 no UFC 194. Ele foi derrotado por nocaute técnico ainda no primeiro round.
Lee lutou contra o mexicano Efrain Escudero em 23 de abril de 2016 no UFC 197. Ele venceu por decisão unânime.
Lee foi escalado para enfrentar o brasileiro Francisco Trinaldo em 11 de março de 2017 no UFC Fight Night: Belfort vs. Gastelum. Lee finalizou com um mata-leão acabando com a sequência de vitórias de Massaranduba.
no UFC Fight Night: Chiesa vs. Lee, depois de uma briga na coletiva de imprensa e muita provocação, Lee mediu forças contra Michael Chiesa e venceu com um mata-leão no primeiro round, causando muita polêmica pela interrupção do árbitro Mario Yamasaki ter sido precipitada.
Após a vitória, Lee conseguiu a chance de disputar o cinturão peso leve interino contra o número 2 do ranking Tony Ferguson no UFC 216. Kevin Lee terminou o primeiro assalto com vantagem, após conseguir derrubar o adversário e desferir uma série de cotoveladas. No entanto, ele acabou sendo derrotado por finalização no terceiro assalto, após Tony Ferguson aplicar um triângulo que o deixou desmaiado.

## Títulos e feitos
- Ultimate Fighting Championship
  - Performance da Noite vs. Magomed Mustafaev, Michael Chiesa e Gregor Gillespie
- Total Warrior Combat
  - Título Peso Leve do TWC (Uma vez)

## Cartel no MMA
| Cartel no MMA   |             |            |
| 27 lutas        | 19 vitórias | 8 derrotas |
| Por nocaute     | 3           | 1          |
| Por finalização | 8           | 4          |
| Por decisão     | 8           | 3          |

| Res.    | Cartel | Oponente           | Método                               | Evento                                | Data       | Round | Tempo | Local                     | Notas                                                     |
| ------- | ------ | ------------------ | ------------------------------------ | ------------------------------------- | ---------- | ----- | ----- | ------------------------- | --------------------------------------------------------- |
| Derrota | 19-8   | Rinat Fakhretdinov | Finalização (guilhotina)             | UFC on ESPN: Strickland vs. Magomedov | 01/07/2023 | 1     | 0:55  | Las Vegas, Nevada         |                                                           |
| Vitória | 19-7   | Diego Sanchez      | Decisão (unânime)                    | EFC 46                                | 11/03/2022 | 3     | 5:00  | Miami, Flórida            |                                                           |
| Derrota | 18-7   | Daniel Rodriguez   | Decisão (unânime)                    | UFC on ESPN: Barboza vs. Chikadze     | 28/08/2021 | 3     | 5:00  | Las Vegas, Nevada         | Retornou aos Meio-Médios; Lee falhou no teste antidoping. |
| Derrota | 18-6   | Charles Oliveira   | Finalização (guilhotina)             | UFC Fight Night: Lee vs. Oliveira     | 14/03/2020 | 3     | 0:28  | Brasília                  | Luta no peso casado (158 lbs); Lee não bateu o peso.      |
| Vitória | 18-5   | Gregor Gillespie   | Nocaute (chute na cabeça)            | UFC 244: Masvidal vs. Diaz            | 02/11/2019 | 1     | 2:47  | Nova Iorque, Nova Iorque  | Retornou aos Leves; Performance da Noite.                 |
| Derrota | 17-5   | Rafael dos Anjos   | Finalização (katagatame)             | UFC Fight Night: dos Anjos vs. Lee    | 18/05/2019 | 4     | 3:47  | Rochester, Nova Iorque    | Estreia nos Meio-Médios.                                  |
| Derrota | 17-4   | Al Iaquinta        | Decisão (unânime)                    | UFC on Fox: Lee vs. Iaquinta II       | 15/12/2018 | 5     | 5:00  | Milwaukee, Wisconsin      |                                                           |
| Vitória | 17-3   | Edson Barboza      | Nocaute Técnico (interrupção médica) | UFC Fight Night: Barboza vs. Lee      | 21/04/2018 | 5     | 2:18  | Atlantic City, New Jersey | Kevin não bateu o peso; Luta em peso casado (71 kg).      |
| Derrota | 16-3   | Tony Ferguson      | Finalização (triângulo)              | UFC 216: Ferguson vs. Lee             | 07/10/2017 | 3     | 4:02  | Las Vegas, Nevada         | Pelo Cinturão Peso Leve Interino do UFC.                  |
| Vitória | 16-2   | Michael Chiesa     | Finalização Técnica (mata-leão)      | UFC Fight Night: Chiesa vs. Lee       | 25/06/2017 | 1     | 4:37  | Cidade de Oklahoma        | Performance da Noite.                                     |
| Vitória | 15-2   | Francisco Trinaldo | Finalização (mata-leão)              | UFC Fight Night: Belfort vs. Gastelum | 11/03/2017 | 2     | 3:12  | Fortaleza                 |                                                           |
| Vitória | 14-2   | Magomed Mustafaev  | Finalização Técnica (mata-leão)      | UFC Fight Night: Mousasi vs. Hall II  | 19/11/2016 | 2     | 4:31  | Belfast                   | Performance da Noite.                                     |
| Vitória | 13-2   | Jake Matthews      | Nocaute Técnico (socos)              | The Ultimate Fighter 23 Finale        | 09/07/2016 | 1     | 4:06  | Las Vegas, Nevada         |                                                           |
| Vitória | 12-2   | Efrain Escudero    | Decisão (unânime)                    | UFC 197: Jones vs. St. Preux          | 23/04/2016 | 3     | 5:00  | Las Vegas, Nevada         |                                                           |
| Derrota | 11-2   | Leonardo Santos    | Nocaute Técnico (socos)              | UFC 194: Aldo vs. McGregor            | 12/12/2015 | 1     | 3:21  | Las Vegas, Nevada         |                                                           |
| Vitória | 11-1   | James Moontasri    | Finalização (mata-leão)              | UFC Fight Night: Mir vs. Duffee       | 15/07/2015 | 1     | 2:56  | San Diego, Califórnia     |                                                           |
| Vitória | 10-1   | Michel Prazeres    | Decisão (unânime)                    | UFC Fight Night: Henderson vs. Thatch | 14/02/2015 | 3     | 5:00  | Broomfield, Colorado      |                                                           |
| Vitória | 9-1    | Jon Tuck           | Decisão (unânime)                    | UFC 178: Johnson vs. Cariaso          | 27/09/2014 | 3     | 5:00  | Las Vegas, Nevada         | Jon Tuck perdeu 1 ponto devido a um chute ilegal.         |
| Vitória | 8-1    | Jesse Ronson       | Decisão (dividida)                   | The Ultimate Fighter 19 Finale        | 06/07/2014 | 3     | 5:00  | Las Vegas, Nevada         |                                                           |
| Derrota | 7-1    | Al Iaquinta        | Decisão (unânime)                    | UFC 169: Barão vs. Faber II           | 01/02/2014 | 3     | 5:00  | Newark, Nova Jersey       | Estreia no UFC.                                           |
| Vitória | 7-0    | Eric Moon          | Finalização (guilhotina em pé)       | TWC 20: Final Cut                     | 16/11/2013 | 1     | 1:24  | Lansing, Michigan         | Ganhou o Título Peso Leve do TWC.                         |
| Vitória | 6-0    | Travis Gervais     | Finalização (chave de braço)         | Canadian Fighting Championship 8      | 13/09/2013 | 1     | 0:46  | Winnipeg, Manitoba        | Peso Casado (160 lbs).                                    |
| Vitória | 5-0    | Joseph Lile        | Finalização (mata-leão)              | Midwest Fight Series 5                | 19/07/2013 | 3     | 1:29  | Indianápolis, Indiana     |                                                           |
| Vitória | 4-0    | Kyle Prepolec      | Finalização (guilhotina)             | Michiana Fight League                 | 13/04/2013 | 2     | 2:17  | South Bend, Indiana       |                                                           |
| Vitória | 3-0    | J.P. Reese         | Decisão (unânime)                    | IFL 51: No Guts, No Glory             | 17/11/2012 | 3     | 5:00  | Auburn Hills, Michigan    |                                                           |
| Vitória | 2-0    | Mansour Barnaoui   | Decisão (unânime)                    | Instinct MMA: Instinct Fighting 4     | 29/06/2012 | 3     | 5:00  | Montreal, Quebec          |                                                           |
| Vitória | 1-0    | Levis Labrie       | Decisão (unânime)                    | Instinct MMA: Instinct Fighting 3     | 31/03/2012 | 3     | 5:00  | Sherbrooke, Quebec        |                                                           |